# Huludao
Huludao (chiń. 葫芦岛; pinyin Húludǎo) – miasto o statusie prefektury miejskiej w północno-wschodnich Chinach, w prowincji Liaoning. Prefektura miejska w 1999 roku liczyła 2 662 256 mieszkańców.

## Miasta partnerskie
- Las Vegas, Stany Zjednoczone
- Miyazaki, Japonia